# 3 شعبان
- السبت
- الأحد
- الاثنين
- الثلاثاء
- الأربعاء
- الخميس
- الجمعة

- 2525 يناير 2025
- 2626 يناير 2025
- 2727 يناير 2025
- 2828 يناير 2025
- 2929 يناير 2025
- 3030 يناير 2025
- 131 يناير 2025
- 21 فبراير 2025
- 32 فبراير 2025
- 43 فبراير 2025
- 54 فبراير 2025
- 65 فبراير 2025
- 76 فبراير 2025
- 87 فبراير 2025
- 98 فبراير 2025
- 109 فبراير 2025
- 1110 فبراير 2025
- 1211 فبراير 2025
- 1312 فبراير 2025
- 1413 فبراير 2025
- 1514 فبراير 2025
- 1615 فبراير 2025
- 1716 فبراير 2025
- 1817 فبراير 2025
- 1918 فبراير 2025
- 2019 فبراير 2025
- 2120 فبراير 2025
- 2221 فبراير 2025
- 2322 فبراير 2025
- 2423 فبراير 2025
- 2524 فبراير 2025
- 2625 فبراير 2025
- 2726 فبراير 2025
- 2827 فبراير 2025
- 2928 فبراير 2025

3 شعبان أو 3 شعبان المُعَظّم أو يوم 3 \ 8 (اليوم الثالث من الشهر الثامن) هو اليوم العاشر بعد المائتين (210) من أيَّام السنة (أو الحادي عشر بعد المائتين لو كان شهر جمادى الآخرة مُتممًا لليوم الثلاثين أو الثاني عشر بعد المائتين لو أتم كلاً من صفر وربيع الآخر وجمادى الآخرة ثلاثين يوماً) وفق التقويم الهجري القمري (العربي). يبقى بعده 144 أو 145 يومًا لانتهاء السنة.

## أحداث
- 652 هـ - تخلص السلطان «عز الدين أيبك» من منافسه في الحكم الأمير «فارس الدين أقطاي الجمدار»، الذي عاث في الأرض فسادًا، وتحدّى بقوته السلطان، وبموته استتبت الأمور في مصر للسلطان عز الدين أيبك.
- 1341 هـ - فرنسا تصدر قانونًا جديدًا في تونس، يمنح الجنسية الفرنسية لكل من يطلبها، أو يظهر عواطف نحو فرنسا.
- 1347 هـ - ملك أفغانستان أمان الله خان يتنازل عن العرش.
- 1360 هـ -
  - أبو الأعلى المودودي يبايع أميرًا على الجماعة الإسلامية في باكستان.
  - القوات البريطانية والسوفييتية تدخلان إلى إيران وتقيمان نظامًا يتعاون معهما وذلك للحيلولة دون وصول جيوش النازيين إليها.
- 1377 هـ - الإعلان عن قيام الجمهورية العربية المتحدة باتحاد بين سوريا ومصر وذلك بعد تنازل شكري القوتلي عن الحكم لجمال عبد الناصر.
- 1383 هـ - زنجبار تستقل عن التاج البريطاني.
- 1387 هـ - انقلاب في الجمهورية العربية اليمنية يطيح بالمشير عبد الله السلال أثناء زيارته لبغداد، وتشكيل مجلس رئاسي من ثلاثة أمناء هم عبد الرحمن الأرياني ومحمد علي عثمان وأحمد محمد نعمان وتشكيل حكومة برئاسة محسن العيني. وقد عُرف ذلك الانقلاب بحركة 5 نوفمبر 1967.
- 1405 هـ - إطلاق نار على رئيس تحرير جريدة السياسة الكويتية أحمد الجار الله أدت إلى إصابته بجروح بليغة.
- 1417 هـ - انتخاب الدبلوماسي الغاني كوفي أنان أمينًا عامًا للأمم المتحدة خلفًا لبطرس بطرس غالي.
- 1429 هـ - هجوم على مركز للشرطة على مقربة من مدينة كاشغر بإقليم سنجان بالصين يؤدي إلى مقتل 16 موظفًا حكوميًا، وإصابة 16 آخرين بجروح.
- 1430 هـ - إجراء الانتخابات البرلمانية والرئاسية في كردستان العراق وسط حضور مراقبين دوليين، وكانت نسبة المشاركة 78.5%.
- 1431 هـ - اندلاع حريق في أحد فنادق مدينة السليمانية في العراق يؤدي إلى مصرع 30 شخصًا بينهم 14 أجنبيًا.
- 1438 هـ - السلطات التركية تحجب ويكيبيديا عن البلاد على خلفية إدراج معلومات تنص على اعتبار تركيا داعمة لجهات إرهابية.
- 1440 هـ - الولايات المتحدة الأمريكية تدرج الحرس الثوري الإيراني على لائحة المنظمات الموصوفة بالإرهابية.

## مواليد
- 4 هـ - الحسين بن علي، حفيد الرسول محمد وثالث أئمة الشيعة.
- 1296 هـ - فقير الإصطهباناتي، شاعر إيراني.
- 1342 هـ - حنا مينه، أديب سوري.
- 1344 هـ - زمردة، ممثلة مصرية.
- 1349 هـ - كوثر شفيق، ممثلة مصرية.
- 1360هـ - علي أشرف درويشيان، روائي وكاتب قصة قصيرة إيراني.
- 1366 هـ - شيرين عبادي، محامية إيرانية وناشطة في حقوق الإنسان حاصلة على جائزة نوبل للسلام.
- 1378 هـ - مرضية وحيد دستجردي، سياسية وأستاذة جامعية إيرانية.

## وفيات
- 725 هـ - شمس الدين الصايغ، لغوي وأديب عربي شامي.
- 796 هـ - أبو العباس المستنصر، حاكم الدولة الحفصية.
- 1006 هـ - شمس الدين الداودي المقدسي، عالم مسلم ومدرس ديني وشاعر شامي.
- 1377 هـ - أبو الكلام آزاد، سياسي وخطيب هندي.
- 1401 هـ - أحمد رامي، شاعر مصري.
- 1409 هـ - محمد علي الصالح، شاعر وسياسي وصحفي فلسطيني.
- 1429 هـ - إبراهيم شكري، سياسي مصري.
- 1433 هـ - عثمان الشمايلة، ممثل أردني.
- 1435 هـ - منير الغضبان، المراقب العام السابق لجماعة الاخوان المسلمين السورية.
- 1436 هـ - جاسم الخرافي، سياسي كويتي ورئيس مجلس الأمة سابقًا.
- 1441 هـ - جورج سيدهم، ممثل مصري.
- 1443 هـ - أحمد محمد الخطيب، سياسي كويتي.

## مناسبات
- يوم الحرس الثوري الإسلامي في إيران.

## وصلات خارجية
- صحيفة اليوم: حدث في مثل هذا اليوم.
- موقع قصة الإسلام: حدث في شهر شعبان.